# Jantra Gabrowo
FK  Jantra Gabrowo (bulgarisch футболен Клуб Янтра Габрово) ist ein Fußballverein aus Gabrowo, Bulgarien.

## Geschichte
Der Verein wurde 1919 gegründet und spielte von 1970 bis 1972, von 1973 bis 1974 und von 1990 bis 1993 sieben Jahre in der 1. Liga.
1993 spielte das Team im Intertoto-Cup 1993. Dabei gelang in der Grup-
penphase in vier Spielen lediglich ein Remis. Im gleichen Jahr kam das Aus in der 1. Liga, als man nach acht Spielen ausgeschlossen wurde.
Zurzeit spielt die Mannschaft in der „Nord West V AFG“, der 3. Liga.

## Vereinsnamen
- 1919 = FD Grad Gabrowo
- 1920 = SK Balkan Gabrowo
- 1920 = FK OTO Gabrowo
- 1946 = FK Tschardafon Gabrowo
- 1949 = DSO Tschardafon Gabrowo
- 1956 = FD Balkan Gabrowo
- 1962 = DFS Tschardafon-Orlovetz Gabrowo
- 1973 = DFS Jantra Gabrowo
- 1989 = FK Jantra Gabrowo
- 1994 = FK Tschardafon Gabrowo
- 2001 = FK Jantra Gabrowo

## 1. Liga
| Saison  | Platz | S  | U  | N  | Tore  | Pkt.   |
| ------- | ----- | -- | -- | -- | ----- | ------ |
| 1970/71 | 08.   | 11 | 06 | 13 | 42:52 | 28     |
| 1971/72 | 18.   | 10 | 08 | 16 | 34:52 | 022(1) |
| 1973/74 | 12.   | 10 | 05 | 15 | 40:49 | 25     |
| 1974/75 | 16.   | 07 | 06 | 17 | 30:50 | 20     |
| 1990/91 | 14.   | 09 | 08 | 13 | 31:44 | 26     |
| 1991/92 | 09.   | 08 | 11 | 11 | 24:33 | 27     |
| 1992/93 | 11.   | 10 | 06 | 14 | 38:51 | 26     |
| 1993/94 | 16.   | 01 | 0  | 07 | 05:18 | 0(2)   |

1 Dem Verein wurden 6 Punkte abgezogen.
2 Im Oktober 1993 ausgeschlossen.